# Tamiops rodolphii
Tamiops rodolphii е вид бозайник от семейство Катерицови (Sciuridae).

## Разпространение
Видът е разпространен във Виетнам, Камбоджа, Лаос и Тайланд.